# Pleuromeris tridentata
Pleuromeris tridentata is een tweekleppigensoort uit de familie van de Carditidae. De wetenschappelijke naam van de soort is voor het eerst geldig gepubliceerd in 1826 door Say.